# Tetramesa affinis
Tetramesa affinis är en stekelart som först beskrevs av Hans Hedicke 1921.  Tetramesa affinis ingår i släktet Tetramesa och familjen kragglanssteklar. Inga underarter finns listade i Catalogue of Life.